# Gregory Richardson
Gregory Richardson (Georgetown, 16 giugno 1982) è un calciatore guyanese, attaccante del Fruta Conquerors e della Nazionale guyanese.

## Carriera

### Club
In seguito alla sua tripletta in CONCACAF Champions' Cup 2008 nella vittoria per 4-0 del Joe Public contro i Revolution, i club della Major League Soccer Columbus Crew New England Revolution, e San Jose Earthquakes manifestarono il loro interesse per Richardson.
Nel 2009 firma per i Colorado Rapids, e fa il suo debutto in MLS il 21 marzo 2009, in Chivas USA-Colorado Rapids (2-1), subentrando dalla panchina in cambio di Mehdi Ballouchy. Con i Rapids farà soltanto un'altra apparizione in U.S. Open Cup, prima di essere ceduto al Carolina RailHawks FC. Nel 2011 passa al Puerto Rico Islanders. Nel 2013 si trasferisce all'Alpha United. Nel 2015 viene ceduto al Pele.

### Nazionale
Con la Nazionale guyanese ha giocato la Coppa dei Caraibi 2007, in cui ha segnato 6 gol, e le partite delle qualificazioni al campionato mondiale di calcio 2006 e delle qualificazioni al campionato mondiale di calcio 2010.